# Reaganomics

Reagan legt zijn plan om de belastingen te verminderen in juli 1981 op de televisie uit.

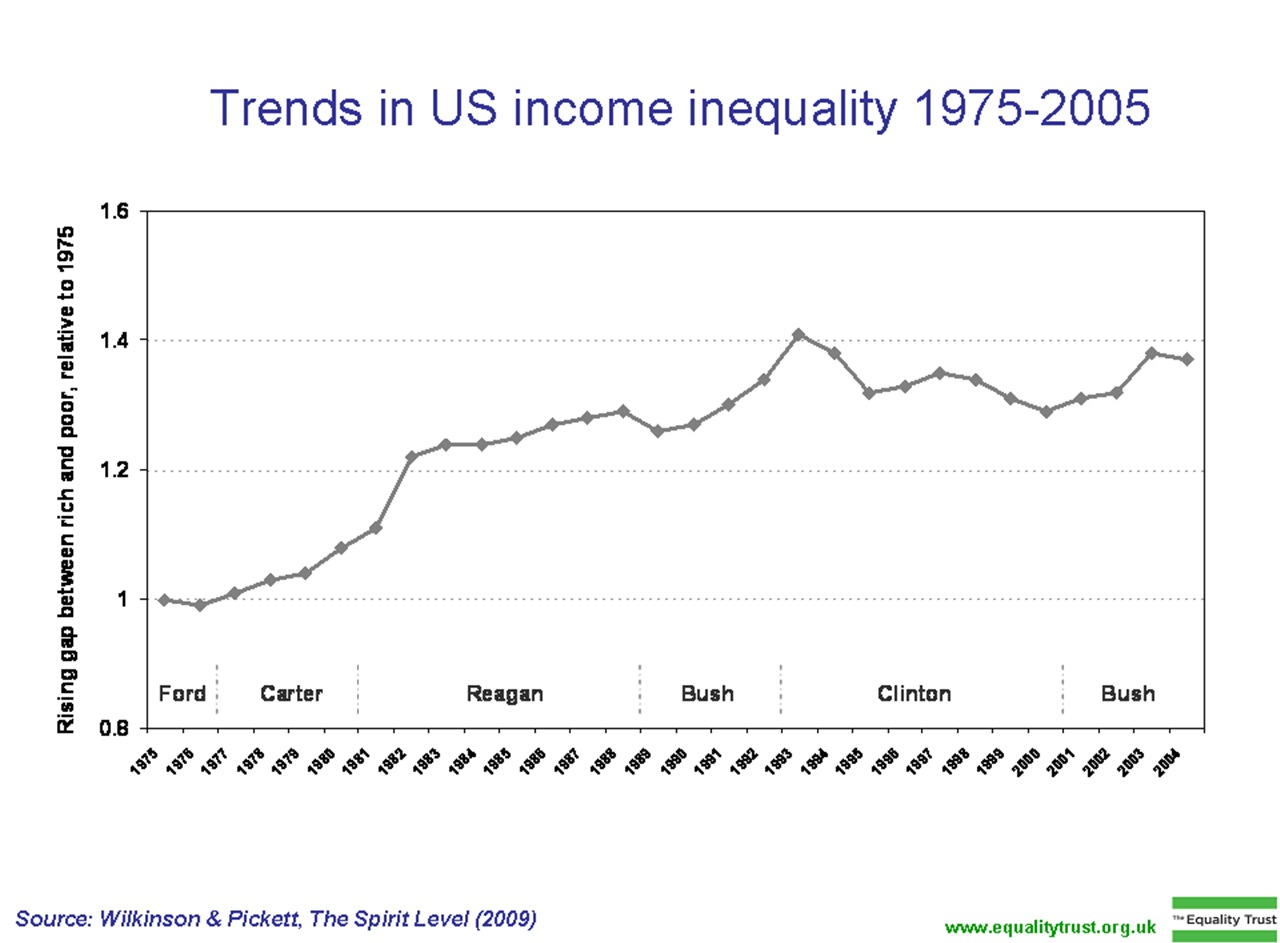
Trend in economische ongelijkheid in de VS (1975-2005)

Reaganomics, een porte-manteau van 'Reagan' en 'economics', slaat op het economische beleid dat de Amerikaanse president Ronald Reagan in de jaren 80 naar voren schoof. Reaganomics worden geassocieerd met de liberale aanbod-economische theorie. De vier pijlers van Reagans economische beleid waren de inkrimping van de overheidsuitgaven, de vermindering van federale inkomens- en vermogenswinstbelastingen, de vermindering van overheidsregulatie (laissez faire) en betere controle over de geldhoeveelheid om de inflatie te kunnen verminderen.

## Achtergrond
Voor het presidentschap van Reagan ervoer de Verenigde Staten een decennium waarin zowel werkloosheid als inflatie – een combinatie die stagflatie heet – toenamen. In dat klimaat was er vraag naar een uitbreiding van de geldhoeveelheid. De loonmaatregelen en prijscontroles van president Nixon werden uitgefaseerd. Bovendien werden er strategische oliereserves aangelegd om de negatieve gevolgen van een eventuele oliecrisis te beperken. (De herinnering aan de oliecrisis van 1973 en die van 1979 zaten nog vers in het geheugen.) President Jimmy Carter was al begonnen met de regulering van de olieprijzen uit te faseren. De oorzaken van de stagflatie worden vooral gezocht bij een inkrimping van de geldhoeveelheid gedurende drie jaar door de Federal Reserve Board onder Paul Volcker, ingezet in het laatste jaar van Carters presidentschap, en de versoepeling van het aanbod en de prijsstelling van olie tijdens het olieoverschot van de jaren 80.
Reagan gaf aan de defensie-uitgaven te verhogen en tegelijkertijd belastingen te verlagen – een benadering die verschilde van zijn directe voorgangers. Reagan stelde een lagere marginale lastendruk in en vereenvoudigde de wetgeving rond inkomensbelastingen. Hij zette de tendens naar soepelere wetgeving ook door. Een gevolg van dat beleid was evenwel dat de overheid tijdens Reagans hele presidentschap een gemiddeld jaarlijks begrotingstekort had dat 4,2% van het BBP bedroeg, terwijl dat onder Carter slechts 2,5% was. De reële groei in overheidsuitgaven viel wel van 4% per jaar onder Carter naar 2,5% onder Reagan. Het BBP per capita, berekend voor volwassenen, groeide niet langer met 0,8% per jaar zoals onder Carter, maar met 1,4% onder Reagan.
Voor Reagans verkiezing was aanbodeconomie veeleer onconventioneel binnen de gematigde vleugel van de Republikeinse Partij. In 1980 had George H.W. Bush, die ook kandidaat was voor het presidentschap, Reaganomics nog "voodoo economics" genoemd. Reaganomics zijn sindsdien echter sterk ingeburgerd geraakt bij de Republikeinen.